# Mbilla Etame
Mbilla Etame (Abengue, 20 febbraio 1988) è un ex calciatore camerunese, di ruolo attaccante.